# Селище (Василевское сельское поселение)
Селище — исчезнувшая деревня Торопецкого района Тверской области. Располагалась на территории Василёвского сельского поселения.

## География
Деревня была расположена примерно в 8 (по автодороге — 12 км) к северо-востоку от районного центра Торопец. Южнее находилась деревня Кокорево, севернее — деревня Вельможино.

## История

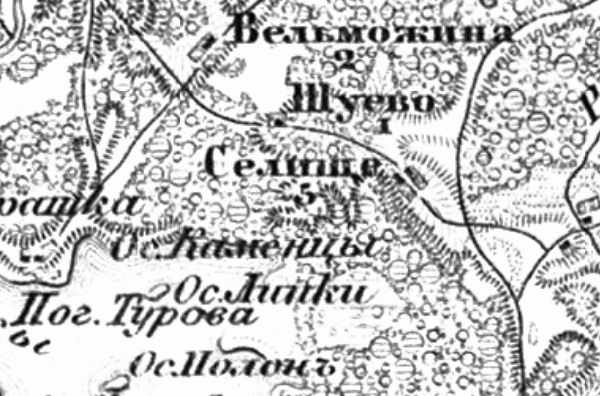
Фрагмент карты 1871 года

На топографической карте Фёдора Шуберта, изданной в 1871 году, обозначена деревня Селище. Имела 5 дворов.
В списке населённых мест Псковской губернии за 1885 год значится деревня Селище. Туровская волость Торопецкого уезда. 4 двора, 45 жителей.
На карте РККА 1923—1941 годов обозначена деревня Селище. Имела 9 дворов.